# Baralla
Baralla es un municipio español de la provincia de Lugo en Galicia. Pertenece a la comarca de Los Ancares y abarca 30 parroquias. Hasta finales de la década de 1970 se llamaba Neira de Jusá o Neira del Rey.

## Geografía
El término municipal tiene una extensión de 141,16 km² y tiene una altitud media de 500 m s. n. m.
Integrado en la comarca de Los Ancares Lucenses, se sitúa a 33 kilómetros de Lugo y delimita con las poblaciones de Láncara, Corgo, Becerreá, Castroverde y Baleira. El término municipal está atravesado por la autovía del Noroeste  A-6  entre los pK 461 y 474, además de por la antigua carretera  N-VI , la carretera autonómica  LU-621 , que permite la comunicación con Láncara, y la carretera provincial  LU-710 , que conecta con Baleira. 
| Noroeste: Corgo   | Norte: Castroverde y Baleira | Noreste: Baleira  |
| Oeste: Láncara    |                              | Este: Becerreá    |
| Suroeste: Láncara | Sur: Láncara                 | Sureste: Becerreá |

El relieve del municipio se caracteriza por el valle del río Neira, encajado entre las elevaciones más occidentales de la sierra de Ancares (Serra do Rañadoiro al norte, Serra do Picato al oeste, Serra de Piñeira al sureste). Ocupa por tanto el  extremo oriental de la Meseta Lucense y hace de transición con las Sierras Orientales, oscilando la altitud entre los 943 metros (Serra do Rañadoiro) y los 420 metros a orillas del río Neira. El pueblo se alza a 505 metros sobre el nivel del mar.  
La temperatura media anual es de 7 °C, oscilando entre los 2 °C del invierno y los 17,5 °C del verano. Recibe precipitaciones abundantes, con frecuencia en forma de nieve.

## Historia
En su origen fue un poblado celta que se romanizó completamente con la fundación de la ciudad de Lugo. En la Edad Media los señores de Espiña, de Gallego y demás hidalgos evitaron la penetración en los valles de las razzias de los moros al mando de Almanzor.
El último alcalde republicano, antes del estallido de la guerra civil, fue Lisardo del Río Méndez, natural de Gundián, alcalde por elección popular en 1931 por ORGA, y durante el Frente Popular (marzo-julio 1936). Entre otros ilustrados hijos del municipio se puede mencionar al profesor Evaristo Correa Calderón.
Gonzalo Torrente Ballester inmortalizó el nombre de Baralla en la literatura en lengua castellana, otorgándoselo al río de la ciudad imaginaria de La saga/fuga de J. B., Castroforte del Baralla.

## Geografía humana

### Organización territorial

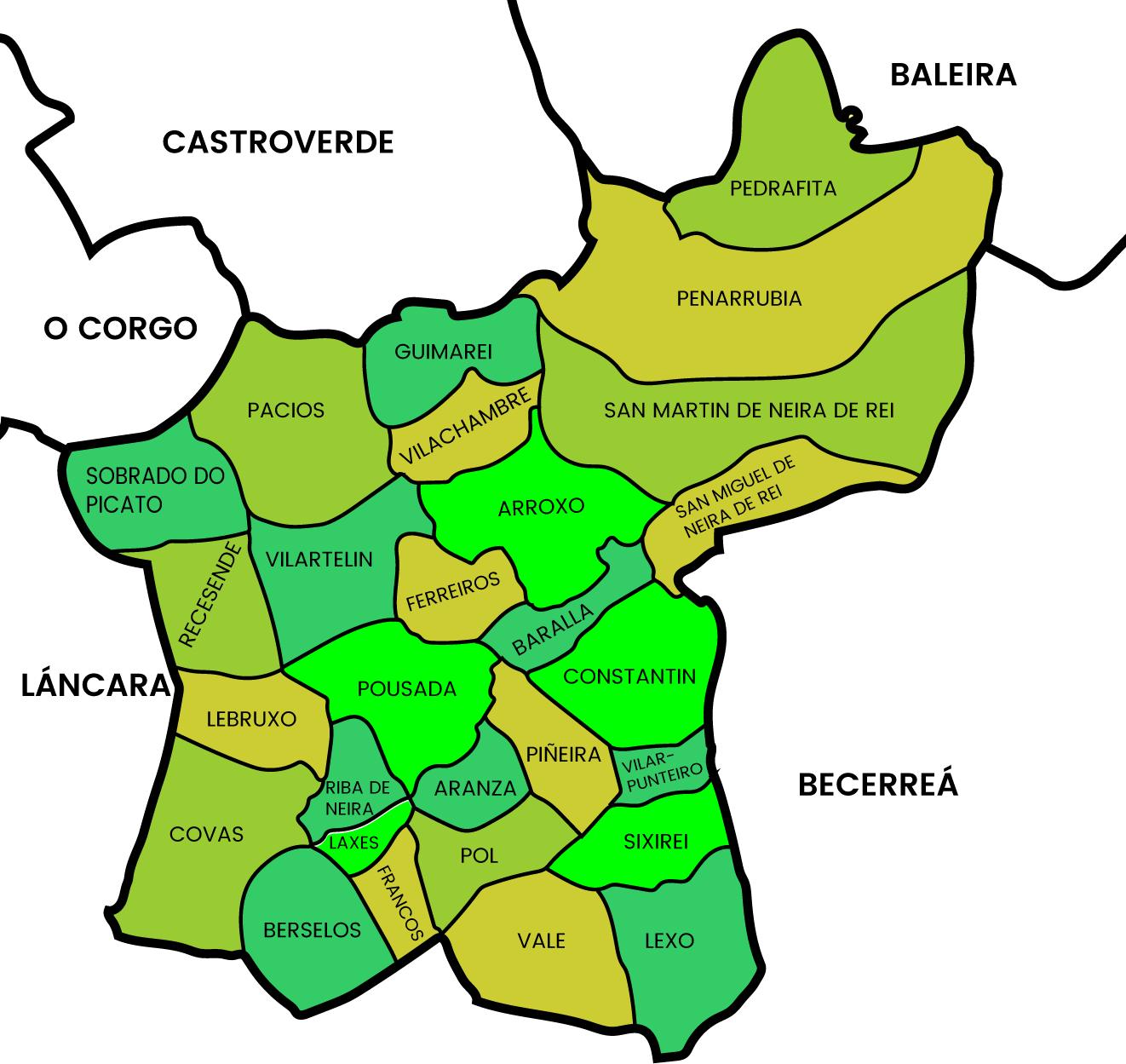
Mapa de las parroquias de Baralla

El municipio está formado por ciento once entidades de población distribuidas en treinta parroquias:
- Aranza (Santiago)
- Arrojo[2]
- Baralla (Santa María Madanela)
- Berselos (San Martiño)
- Constantín[2]
- Covas (Santiago)
- Ferreiros (San Pedro)
- Francos (San Salvador)
- Guimarey[2]
- Laxes (San Pedro)
- Lebrujo[2]
- Lejo[2]
- Pacios (Santa María)
- Penarrubia (Santa María)
- Picato[2]
- Piedrafita Camporredondo[2]
- Piñeira (San Salvador)
- Pol (Santa María)
- Pousada (Santiago)
- Recesende (San Cirilo)
- Riba de Neira (Santalla)
- San Esteban[2]
- San Martín de Neira de Rey (San Martín)[2]
- San Miguel de Neira de Rey (San Miguel)[2]
- Sigirey[2]
- Teijeira[2]
- Vale (San Xurxo)
- Villachambre[2]
- Villarpunteiro[2]
- Villartelín[2]

### Demografía
Cuenta con una población de 2455 habitantes (INE 2024).
| Gráfica de evolución demográfica de Baralla entre 1981 y 2021 |
| |
| Población de derecho según los censos de población del INE Población de hecho según los censos de población del INEEntre el censo de 1981 y el anterior, aparece este municipio porque cambia de nombre y desaparece el municipio 27036 (Neira de Jusá) |

| Gráfica de evolución demográfica de Neira de Jusá entre 1842 y 1970 |
| |
| Población de derecho según los censos de población del INE Población de hecho según los censos de población del INEEntre el censo de 1981 y el anterior, este municipio desaparece porque cambia de nombre y aparece como el municipio 27901 (Baralla) |

## Política

### Gobierno municipal
| Elecciones municipales de Baralla de 2011, 22 de mayo de 2011 |       |           |            |            |  |  |
| Partido                                                       | Votos | Variación | Porcentaje | Concejales |  |  |
| Participación                                                 | 2.168 | 165       | 83,45%     | -          |  |  |
| Voto en blanco                                                | 30    | 13        | 1,40%      | -          |  |  |
| Votos nulos                                                   | 21    | 13        | 0,97%      | -          |  |  |
|                                                               |       |           |            |            |  |  |
| PP                                                            | 1.412 | 135       | 65,77%     | 8          |  |  |
| BNG                                                           | 411   | 152       | 19,14%     | 2          |  |  |
| PSdeG-PSOE                                                    | 294   | 174       | 13,69%     | 1          |  |  |

| Composición del Ayuntamiento de Baralla 2011-2015 |
|                                                   |

## Monumentos
- Capilla de Santa Marta
- Iglesias románicas
- Obelisco monumento a Magín Espiña.

## Fiestas
- San Vitorio, el 27 de agosto. Las celebraciones duran entre 4 y 5 días, siendo habituales el 26 (víspera), 27 (San Vitorio Grande), 28 (San Vitorio Pequeno o Pequeño) y 29.
- Feria de ganado mensual los días 1 y 18 de cada mes.